# Balanus microstomus
Balanus microstomus is een zeepokkensoort uit de familie van de Balanidae. De wetenschappelijke naam van de soort is voor het eerst geldig gepubliceerd in 1887 door Philippi.